# Постол, Алексей Григорьевич
Алексей Григорьевич Постол (5 июня 1920 года — 11 октября 2011 года, Москва) — скульптор, реставратор, педагог и общественный деятель, профессор. Народный художник Российской Федерации (2002).

## Биография
Родился в селе Константиновка Бердянского уезда Таврической губернии.
Родители: Отец - Постол Григорий Макарович (род. 30 сентября 1890 г.). Мама - Постол (Нелипа) Анастасия Эразмовна (род. 7 марта 1892 г.). Дед Постол Макар Васильевич (род. ок. 1857 г.) - скотопромышленник, хозяин кирпичного завода в с.Константиновка.
Окончил механико-математический факультет МГУ (ускоренный выпуск, 1941). В начале Великой Отечественной войны ушёл в армию добровольцем, рядовым солдатом. Участник обороны Москвы. В армии узнал о подвиге Панфиловцев, огромное чувство уважения к которым сохранял всю войну, и после её окончания решил заняться проектированием памятников погибшим воинам.

Я в армии впервые услышал о подвиге «Панфиловцев». Мы не знали, когда это точно там происходило, мы знали только что они танки не пропустили. А я рядовой солдат с высшим образованием, старшина мне и говорит: «Ну, ты, Постол, выступи. Что ты скажешь?». А я: «Что говорить-то?» Но я коротко сказал: «Эти ребята не только нашей стране, но и всему миру показали, что можно грудью защитить Москву. Наверняка, будут такие архитекторы и скульпторы, которые им поставят памятник, достойный их подвига». Мне тогда и в голову не приходило, что этим архитектором и скульптором буду я. Вот Господь Бог помог мне, сохранил жизнь и я стал автором этих монументов— воспоминания А. Г. Постола
После окончания войны поступил в Московский авиационный институт (МАИ), откуда перевёлся в Московский институт прикладного и декоративного искусства на факультет скульптуры. В 1951 году окончил этот институт, защитил диплом на тему «Монумент Героям-панфиловцам у разъезда Дубосеково».
МАИ считает его своим выпускником.

## Творческая деятельность
Автор мемориальных комплексов

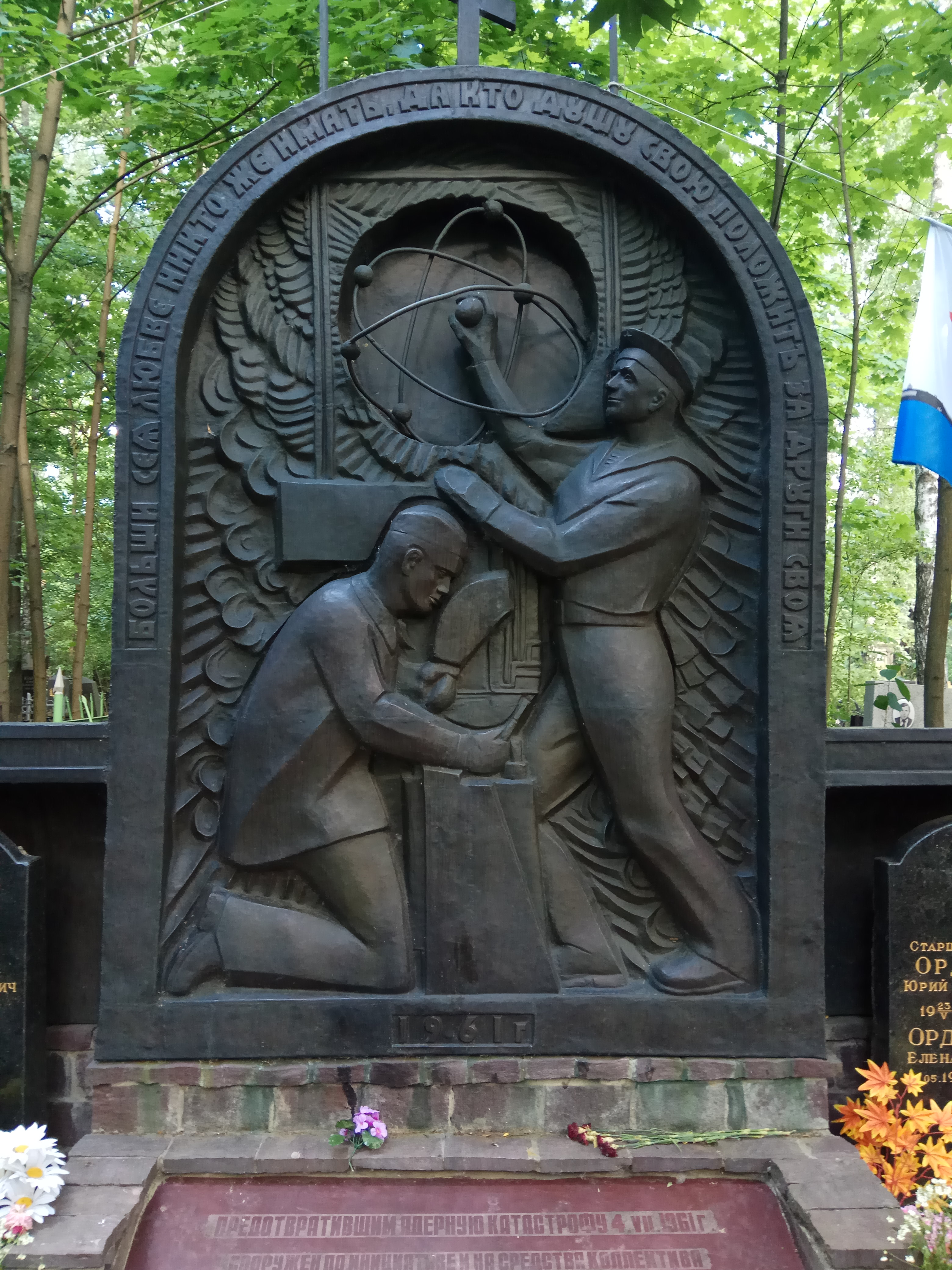
Памятник погибшим членам экипажа атомной подводной лодки К-19 на Кузьминском кладбище, Москва.

- «28 Героям Панфиловцам» у разъезда Дубосеково, (открыт 6 мая 1975 года).
- «героям битвы под Москвой» в Яхроме, Перемиловские высоты, (открыт 6 декабря 1966 года)
- «Морякам атомарины К-19» в Москве (открыт 4 июля 1998 года)[8].

Автор 30 памятников, 15 из которых установлены в Москве
- Памятник 463 рабочим и служащим, не вернувшимся с войны, на территории Московского завода электровакуумных приборов (бывший Электроламповый завод) открыт в 1974 году.[9]
- Памятник Куприну Александру Васильевичу (Новодевичье кладбище)[10]
- Памятник А. И. Абрикосову (открыт 23 декабря 1960 года) на Девичьем поле перед зданием кафедры оперативной хирургии и патологической анатомии 1-го Московского медицинского института имени И. М. Сеченова (ныне — Первый Московский государственный медицинский университет), архитектор Г. Г. Лебедев.
- Памятник М. Д. Миллионщикову на Новодевичьем кладбище (открыт в 1981 году).
- Бюст генералу Кузнецову В. И., установлен в 2000 году на улице генерала Кузнецова (название с 1995 года) в Юго-Восточном административном округе города Москвы на территории района «Выхино-Жулебино».
- Композиция «Слава труду», Рубцовск[11]

Реставратор 80-ти памятников и музейных скульптур в Москве и Московской области.
Автор более 100 декоративных и станковых работ, в интерьерах учреждений, на фасадах зданий, в экспозиции музеев Российской Федерации и стран СНГ:
- Барельефы автомобильного моста в Донецке[12],[13]

Автор 4-х серий скульптурных портретов выдающихся деятелей науки, культуры, государства:
- бюст Б. Н. Юрьева,
- бюст Н. В. Иноземцева,
- бюст И. В. Остославского.

Автор мемориальных досок
- адмиралу флота Г. Г. Горшкову
- генеральному авиаконструктору Артёму Ивановичу Микояну в Москве (ул. Серафимовича, д. 2)
- писателю Н. Островскому в Сочи.

Автор памятных медалей
адмиралу флота Н. Г. Кузнецову,
адмиралу А. Г. Головко.
Вместе с профессором Н. Н. Соболевым сохранил семь подлинных горельефов с Храма Христа Спасителя, реставрировал их и установил у стены Донского монастыря в Москве;

## Педагогическая деятельность
Основатель в 1962 году Художественно-технологического факультета Московского технологического института (МТИ, ныне МГУ сервиса) выросшего в два вуза: Институт прикладного и декоративного искусства и Институт дизайна и моды; преподавал в Институте с 1962 по 1987 год, профессор. Председатель Ученого совета МТИ с 1963 по 1970 год.
Профессор Московского архитектурного института (государственной академии) — «МАрхИ» с 1987 года.
Воспитал более 3000 учеников, среди них Суровцев В. А.
.

## Общественная деятельность
- Председатель Архитектурно-скульптурной секции и член президиума Московского областного отделения Всероссийского общества охраны памятников истории и культуры — «ВООПИК» с 1960 года.
- Член Художественно-экспертного совета Московского областного управления культуры 1955—1980 гг.
- Член Комиссии по разработке Закона о творческих работниках в Государственной Думе 5-го созыва.
- Председатель Президиума Общественной организации по увековечению памяти погибших граждан России и СНГ — «Долг памяти».
- Член Президиума Международного комитета За мир, разоружение и экологическую безопасность на морях и океанах — Международный комитет «МИР ОКЕАНАМ» при департаменте общественной информации Секретариата ООН.
- Член Военно-научного общества Культурного центра Вооруженных сил России, член Морского собрания России.

## Награды и звания
- Народный художник России (2002)[15]
- Заслуженный деятель искусств РСФСР (1980).
- Член Союза художников России и Московского союза художников.
- Академик Русской академии.
- Академик Кузнечной академии им. профессора А. Н. Зимина.
- орден Святого Благоверного князя Даниила Московского от Московской Патриархии[16]
- орден Преподобного Сергия Радонежского от Московской Патриархии

## Семья

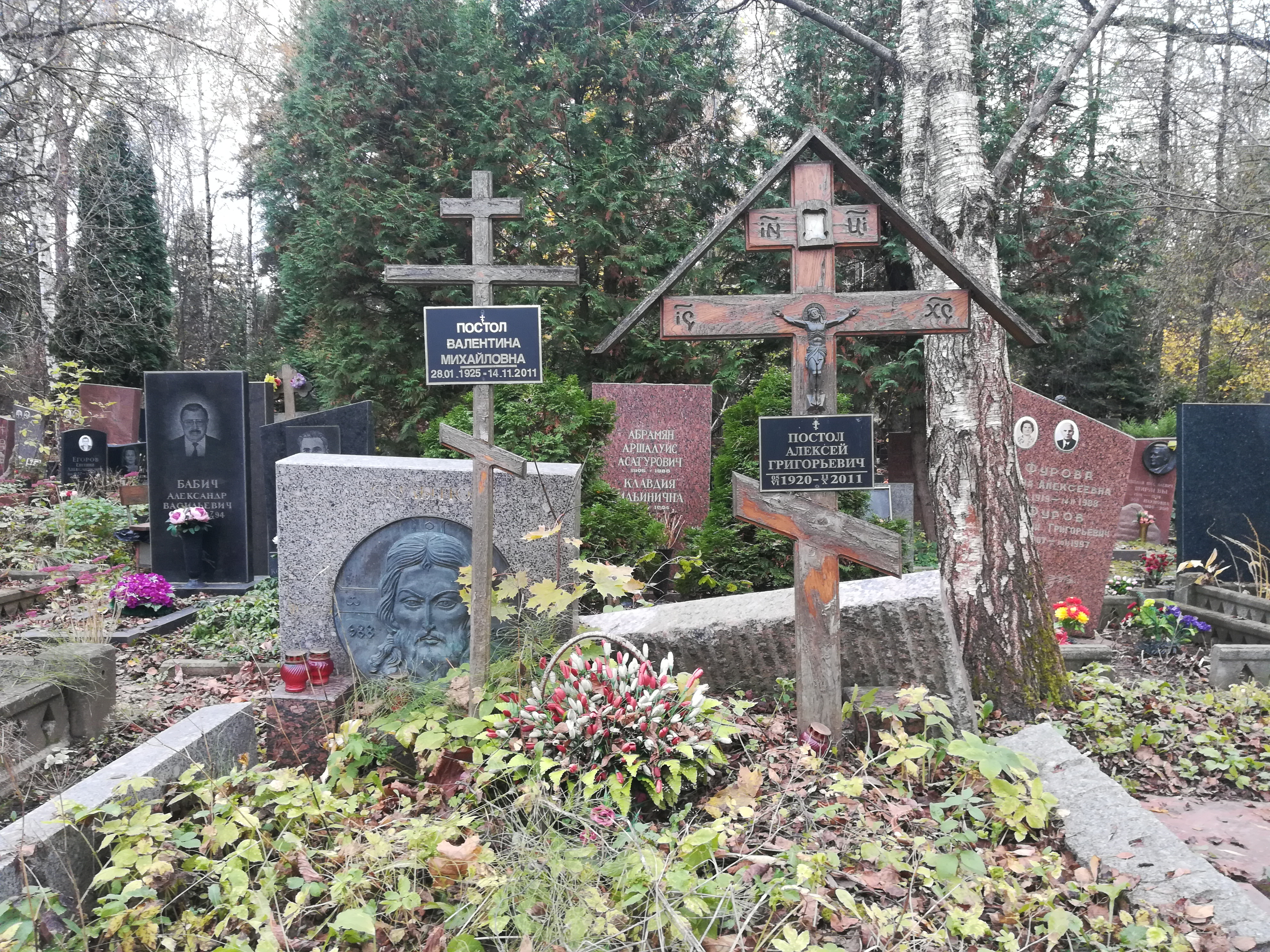
Могила А. Постола на Кунцевском кладбище

Жена — Валентина Михайловна (1925—2011), окончила Московский Институт Декоративно-прикладного Искусства, много лет работала старшим художником на Кунцевской фабрике художественной росписи, где получила звание заслуженного художника России.

Сын — скульптор-медальер Илья Постол, создал эскизы медалей для победителей и призёров Игр XXII ОЛИМПИАДЫ, 1980 год, Москва, медали «1000 лет Крещения Руси» и многих других. Зверски убит в 1988 году, в возрасте 38 лет.

## Память
Похоронен на Кунцевском кладбище.